# 高阳公主 (北魏)
高阳公主（?—?），为南北朝北魏早期公主。
高阳长公主被嫁给了万振。万振是鲜卑首领万真的兒子，拜驸马都尉，历任散骑常侍、宁西将军、长安镇将，赐爵冯翊公。其子万安国少年明敏，有姿貌。以国甥尚河南公主。